# Germe cristallino
In meteorologia i germi cristallini (detti anche nuclei di congelamento) sono microparticelle di varia natura che entrano in gioco nei processi di genesi o formazione dei cristalli di ghiaccio in atmosfera.

## Funzione di germi
I germi cristallini con la loro struttura cristallina favoriscono la formazione dei cristalli a partire dalle goccioline di nube, offrendosi come base del reticolo solido. In assenza di questi, le goccioline rimarrebbero sopraffuse, cioè liquide anche a temperature molto al di sotto del consueto punto di solidificazione e gelerebbero solo a decine di gradi sottozero dopo che un certo numero di molecole, movendosi più lentamente, si sia disposto secondo la conformazione tipica del reticolo. Solamente intorno ai – 40 °C tutte le goccioline di nube, anche le più recidive, gelano. In presenza dei germi, invece, una gocciolina sopraffusa gela appena cattura il tipo adatto di particella su cui si sia depositato un sottile velo d'acqua dello spessore di circa qualche molecola che, già gelato, funga da basamento per gli altri strati di ghiaccio.

## Fonti
Fonte principale dei germi sembrano essere certi tipi di terreno: argille (caolinite e montmorillonite) e polveri dei deserti sollevate, trasportate e diffuse dalla circolazione atmosferica. La loro quantità nelle masse d'aria è funzione inversa della temperatura.